# Bitter Tears (INXS)
Bitter Tears is een nummer van de Australische rockband INXS uit 1991. Het is de vierde single van hun zevende studioalbum X.
Het nummer werd een klein hitje in Oceanië, Noord-Amerika, het Verenigd Koninkrijk en Nederland. In Australië, INXS' thuisland, haalde "Bitter Tears" de 36e positie. In de Nederlandse Top 40 kwam het niet verder dan een 27e positie.